# Pasurenan
Pasurenan est un village indonésien du kecamatan (canton) de Batur, kabupaten (département) de Banjarnegara, province de Java central.